# Убийство Вади аль-Фаюми
14 октября 2023 года Вади аль-Фаюми (араб. وديع الفيوم‎, англ. Wadea al-Fayoume), шестилетний мальчик палестинского происхождения, был убит в городке Плейнфилд (штат Иллинойс) 71-летним Джозефом Чубой (англ. Joseph Czuba), у которого семья Вади снимала часть дома. Мать мальчика Ханаан Шахин (араб. حنان شاهين‎, англ. Hanaan Shahin) также подверглась нападению и была тяжело ранена, но выжила. Преступление было совершено на почве исламофобии и антипалестинизма, а также являлось экстремистской реакцией на эскалацию палестино-израильского конфликта.
Убийство Вади вызвало широкий общественный резонанс. Был организован сбор средств для покрытия расходов на похороны мальчика, а также на лечение его матери и  предоставление ей безопасного жилья; другая часть пожертвований пошла на открытие благотворительного фонда имени Вади аль-Фаюми.
Убийца Вади, Джозеф Чуба, был задержан на месте преступления. Суд над мужчиной начался 24 февраля 2025 года. 28 февраля Чуба был признан виновным по всем пунктам обвинения, включающим убийство и преступление на почве ненависти. 2 мая 2025 года убийца был приговорён к 53 годам заключения.

## Убийство
По данным шерифа округа Уилл, утром 14 октября 2023 года около 11:30 Джозеф Чуба пришёл к 32-летней Ханаан Шахин, снимавшей у него часть дома. Мужчина был возмущён происходящим в Израиле, и между Чубой и Шахин разгорелся спор. Когда женщина предложила вместе помолиться за мир, Чуба набросился на неё с армейским ножом, крича «вы, мусульмане, должны умереть!». Шахин смогла отбиться от мужчины и спряталась в близлежащей ванной комнате, откуда позвонила в службу спасения. В это время Чуба напал на сына Шахин, Вади, нанеся мальчику 26 ударов ножом.
Помощники шерифа приехали на вызов через несколько минут. Джозеф Чуба был задержан на месте преступления. Пострадавшие Шахин и Вади, который к тому моменту уже потерял сознание и не дышал, были госпитализированы; в больнице ребёнок скончался.
Двое других детей Шахин не пострадали, поскольку в момент нападения находились в гостях у отца (супруги были в разводе).

## Личность убийцы
Согласно материалам суда, обвиняемый Джозеф Чуба прежде не имел проблем с законом, служил в ВВС США и был «с почётом отправлен на пенсию». Чуба и его жена Мэри Коннор владели несколькими жилыми объектами, но проживали в одном доме с Шахин с её детьми; по воспоминаниям пострадавшей, се́мьи не конфликтовали друг с другом, а о Вади Чуба заботился как о собственном внуке. Перемены в характере Чубы начались вскоре после событий 7 октября; Мэри Коннор вспоминала, что он стал одержим палестино-израильским конфликтом и регулярно слушал по радио ток-шоу, освещавшие события на Ближнем Востоке с точки зрения правых идеологий. Чуба панически боялся «национального дня джихада», к которому призывал бывший лидер ХАМАС, и опасался, что в этот день его арендаторы с помощью друзей-палестинцев попытаются навредить ему и супруге. За несколько дней до нападения Чуба сообщил жене, что хотел бы, чтобы Шахин и её семья покинули дом.
В декабре 2023 года стало известно, что жена Чубы подала на развод.

## Реакция
Убийство Вади вызвало множество публичных заявлений и осуждений, в том числе со стороны губернатора Иллинойса Джея Роберта Прицкера, сенаторов Тэмми Дакуорт и Дика Дурбина. Президент США Джо Байден также осудил преступление, заметив, что семья Вади приехала в Америку в поисках убежища, «чтобы жить, учиться и молиться в мире». Чикагское отделение Совета по американо-исламским отношениям (CAIR) сообщило, что было «шокировано и встревожено» новостью об убийстве; по мнению исполнительного директора отделения Ахмеда Рехаба, однобокое, предвзятое к палестинцам освещение конфликта на Ближнем Востоке, транслируемое СМИ, усилило предрассудки относительно целого народа и в конечном счёте привело к насилию.
Члены римско-католической епархии Джолиета, а также прихода Святой Непорочной Девы Марии в Плейнфилде, который регулярно посещал обвиняемый Чуба, аналогично выступили с осуждением убийства. Раввин Брант Розен, глава прогрессивной антисионистской общины Tzedek Chicago, выразил обеспокоенность фактом, что нападение стало следствием продолжающейся дегуманизации палестинцев и мусульман в целом. Похожие комментарии были высказаны волонтёрами движения «Еврейский голос за мир», предостерегшими от продолжения политики как исламофобии, так и антисемитизма (на фоне палестино-израильского конфликта также возросло число преступлений против американских евреев). С осуждением убийства выступила еврейская антидиффамационная лига. По всей стране были усилены меры безопасности возле мусульманских и иудейских культовых сооружений.
Ряд американцев палестинского происхождения (и американских мусульман вообще) заявил, что убийство Вади заставило их всерьёз опасаться за безопасность себя и близких.

### Память о жертве
Похороны Вади состоялись 16 октября в мечети города Бриджвью, известном как «Маленькая Палестина». Среди присутствовавших были губернатор Прицкер, конгрессмен США Хесус «Чуй» Гарсия, мэр Плейнфилда Джон Аргуделис и заместитель администратора Управления по делам малого бизнеса США Дилавар Сайед (по совместительству — самый высокопоставленный чиновник-мусульманин в администрации Джо Байдена). На следующий день после похорон жители Плейнфилда собрались на траурную церемонию, которую было решено провести на местной площадке для баскетбола (погибший мальчик увлекался этим видом спорта). Возле дома, где был убит Вади, вырос стихийный мемориал.
Ханаан Шахин не смогла явиться на прощание с сыном, поскольку находилась в больнице в тяжёлом состоянии. Для покрытия расходов на похороны Вади, лечения его матери и предоставления ей безопасного жилья был организован сбор средств через платформу LaunchGood. Сбор пожертвований также проводился для создания благотворительной организации имени Вади аль-Фаюми, заявленная миссия которой — «помогать от имени ребёнка, чья жизнь была отнята слишком рано».

## Расследование и суд
Джозефу Чубе были предъявлены следующие обвинения:
- убийство первой степени;
- покушение на убийство первой степени;
- нанесение тяжких телесных повреждений с применением смертоносного оружия;
- совершение двух преступлений на почве ненависти[5][23].

15 октября о начале федерального расследования объявили Генеральный прокурор США Меррик Гарланд и Министерство юстиции США; на следующий день собственное расследование начало ФБР.
21 ноября 2023 года отец Вади Одай аль-Фаюми подал против жены Чубы и их управляющей компании иск о причинении неправомерной смерти, утверждая, что равнодушие со стороны ответчиков не позволило вовремя распознать и предотвратить угрозу. Судебное слушание по иску было назначено на 11 марта 2024 года.
Судебный процесс над Чубой начался 24 февраля 2025 года; интересы обвиняемого представлял государственный защитник Джордж Д. Ленард. Адвокат утверждал, что в версии обвинения отсутствуют ключевые доказательства вины его подзащитного. В ответ сторона обвинения предоставила фотографии тела Вади, ножен, в которых Чуба принёс орудие убийства, а также записи с полицейских камер. 28 февраля присяжные признали Чубу виновным по всем пунктам обвинения.
2 мая 2025 года Джозеф Чуба был приговорён к 53 годам лишения свободы. Двоюродный дед Вади, Махмуд Юсеф, выступая на слушании, отметил, что никакой тюремный срок не будет достаточно суровым для преступника, отнявшего у родителей ребёнка. Когда Юсеф попросил Чубу объяснить, что именно сподвигло его на убийство мальчика, обвиняемый ничего не ответил. С учётом возраста Чуба, вероятно,  проведёт остаток жизни за решёткой.